# Controverse sur le nom des transfermiens
Vous lisez un « bon article » labellisé en 2017.
La controverse sur le nom des transfermiens ou guerre des transfermiens s'étend des années 1960 à 1997 et concerne l'attribution des noms des éléments chimiques suivant le fermium (élément de numéro atomique 100 dans la classification périodique des éléments), plus particulièrement les éléments de numéros atomiques 102 à 109. Elle a impliqué des équipes de chercheurs travaillant dans trois centres différents : le Centre de recherche sur les ions lourds (GSI) à Darmstadt (Allemagne), l'Institut unifié de recherches nucléaires (JINR) à Doubna (Russie) et le Laboratoire national Lawrence-Berkeley (LBNL) à Berkeley (États-Unis). Ces équipes se sont disputé les découvertes de ces éléments et ainsi le droit de les nommer. L'Union internationale de chimie pure et appliquée (UICPA) et l'Union internationale de physique pure et appliquée (UIPPA) tentèrent de résoudre la controverse autour des éléments 104 et 105 dès 1974 à l'aide d'une commission ad hoc, sans succès. Les deux institutions créèrent le Transfermium Working Group (TWG) en 1986 pour attribuer les découvertes des transfermiens et, in fine, leur donner un nom. Les résultats du TWG furent utilisés, accompagnés des suggestions des équipes impliquées, pour établir les recommandations de l'UICPA de 1994. Ces dernières assignèrent un nom officiel à chacun des éléments 101 à 109. Cependant, elles suscitèrent de fortes critiques, notamment du côté américain, et l'American Chemical Society adopta sa propre nomenclature. Par conséquent, de nouvelles recommandations furent adoptées par l'UICPA en 1997, attribuant un nom définitif à ces éléments.

## Histoire
L'attribution de la découverte d'un élément chimique est associée à la réputation du découvreur et à son financement et, en période de guerre froide, cette attribution induit également un rayonnement international pour le pays concerné. Ainsi, la découverte et le nom des éléments 102 à 109, et plus particulièrement ceux des éléments 104, 105 et 106, ont été sujets à de multiples revendications en période de guerre froide dans ce qui a été appelé la guerre des transfermiens,,. Cette controverse s'est étendue des années 1960 à 1997 et c'est la dernière sur les noms des éléments depuis celle concernant le changement du nom du colombium en niobium en 1949. Elle a impliqué trois centres de recherche : le GSI à Darmstadt, le JINR à Doubna et le LBNL à Berkeley.
En 1974, l'UICPA et l'UIPPA mirent en place une commission ad hoc composée de scientifiques non directement impliqués dans la controverse (trois Soviétiques, trois Américains et trois autres), pour statuer sur les annonces de découverte des éléments 104 et 105 et la dénomination systématique fut proposée comme solution temporaire pour l'ensemble des transfermiens en 1978,. Cependant, les membres de la commission ne se rencontrèrent jamais en son cadre et elle fut dissoute en 1984, les groupes de Berkeley et de Doubna continuant à appeler les éléments 104 et 105 des noms qu'ils avaient proposés (rutherfordium et hahnium pour Berkeley et kourchatovium et nielsbohrium pour Doubna). En réponse à cette situation, Peter Armbruster, du GSI, suggéra en 1985 d'accepter le nom d'un élément synthétique uniquement si l'expérience dont il est issu est reproductible, et appelle à « résoudre cette controverse de longue date ». En 1986, l'UIPPA, rejointe par la suite par l'UICPA, créa le Transfermium Working Group (TWG), dont l'objectif fut de déterminer à quelles équipes attribuer les découvertes de tous les transfermiens, et ainsi de proposer un nom officiel pour chacun de ces éléments. Le TWG était composé de Denys Wilkinson (Royaume-Uni), R. C. Barber (Canada), Norman Greenwood (Royaume-Uni), A. Z. Hyrnkiewicz (Pologne), Yves P. Jeannin (France), M. Lefort (France), M. Sakai (Japon), I. Ulehla (Tchécoslovaquie) et Aaldert Wapstra (en) (Pays-Bas). Cette composition sera critiquée par l'équipe du LBNL : aucun des membres du TWG n'est radiochimiste ou spécialiste des éléments lourds et seuls Jeannin et Greenwood sont rattachés à l'UICPA, les autres étant liés à l'UIPPA,,,. En 1992, le TWG attribua donc les découvertes de chacun des éléments 101 à 109 à l'une des équipes concurrentes pour chacun d'eux (voir tableau). En août de la même année, le GSI prit l'initiative de chercher un compromis avec les deux autres centres de recherche impliqués. Il parvient à finaliser une liste de noms commune avec le JINR pour les éléments 102 à 109 (voir tableau), qu'il soumit au laboratoire de Berkeley. Ce dernier rejeta la liste pour plusieurs raisons : certaines propositions des découvreurs étaient dissociées des éléments découverts, l'élément 102 était renommé alors que le nom précédent (nobélium) était déjà répandu, des noms ne devraient pas être proposés pour les découvertes non confirmées, et enfin l'élément 105 était nommé d'après Igor Kourtchatov, physicien soviétique impliqué dans le développement de la bombe atomique en URSS,. L'attribution du TWG servit néanmoins à définir les recommandations de l'UICPA de 1994, en intégrant également les suggestions des trois groupes impliqués dans les découvertes des transfermiens (Berkeley, Doubna et Darmstadt). Dans ces recommandations, l'UICPA conserva les noms déjà approuvés des éléments 101, 102 et 103,. Cependant, les recommandations de 1994 suscitèrent de nombreuses critiques, en particulier du côté américain, soutenu par des sociétés chimiques et nucléaires du Japon et de la Chine, parce que « les droits historiques des découvreurs n'étaient pas honorés ». Ainsi, l'American Chemical Society adapta sa propre nomenclature peu après, en novembre 1994. Face aux critiques, Karol I. Zamaraev (ru), alors nouveau président de l'UICPA, appela à la réunion de Guildford en août 1995 à reconsidérer les noms choisis. À l'issue de cette rencontre, un nouveau compromis fut construit. En août 1997, de nouveaux noms furent approuvés par l'UICPA, validant une proposition d'août 1996 et aboutissant à une réduction significative des propositions russes. Cette dernière proposition différait néanmoins de celle de Guildford,.

### Élément 102

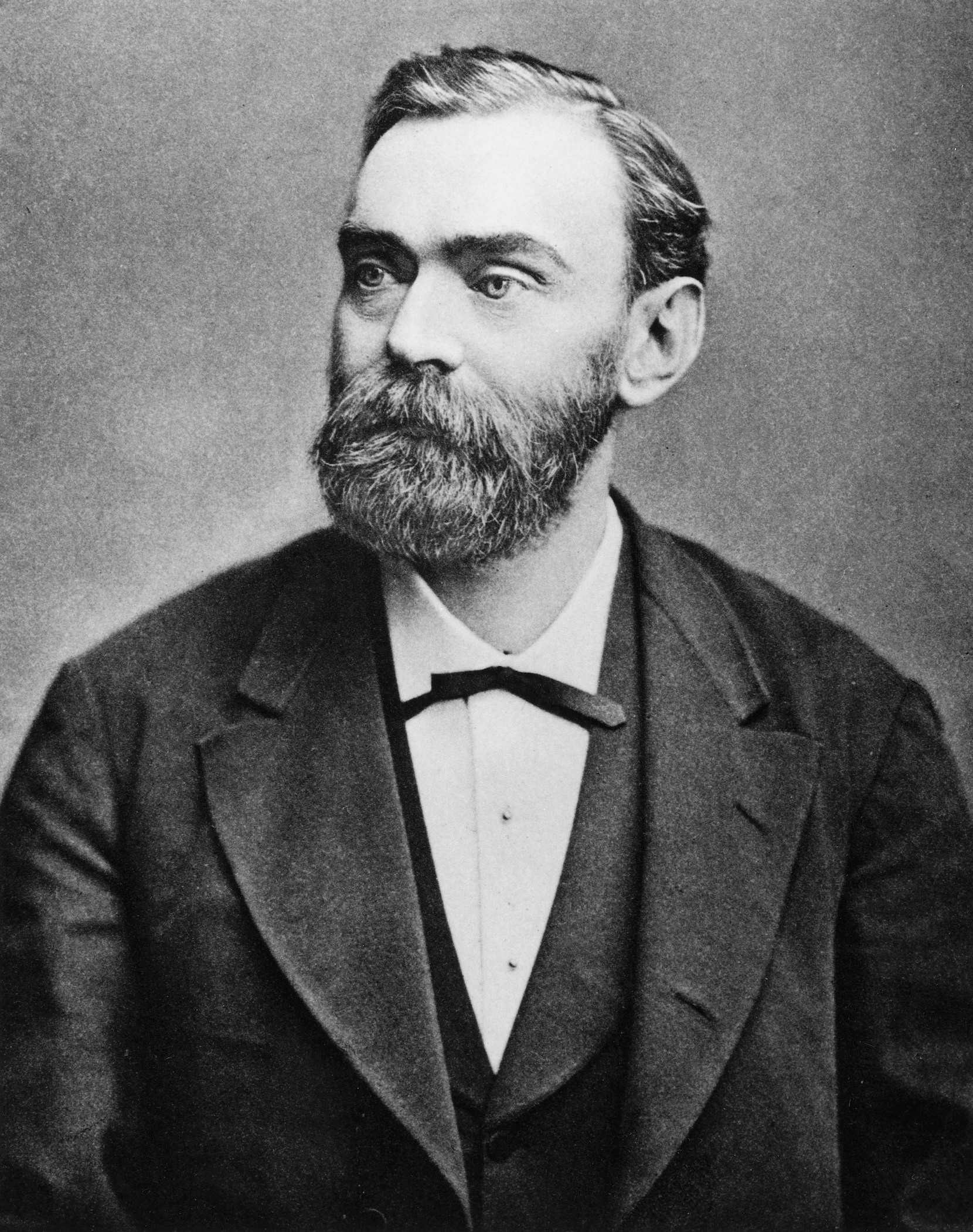
Alfred Nobel, éponyme du nobélium, vers 1883.

En septembre 1957, l'Institut Nobel de physique de Stockholm annonça la découverte de l'élément 102 (251102 ou 253102) par bombardement d'une cible de divers isotopes du curium par des ions 13C4+ et proposa de l'appeler nobélium. Cependant, en décembre de la même année, le Laboratoire national Lawrence-Berkeley révéla des erreurs dans cette annonce, et reproduisit l'expérience de synthèse de Stockholm sans identifier de trace de l'élément 102, invalidant la découverte,. Entre 1957 et 1958, l'Institut de l'énergie atomique de Moscou bombarda des cibles de plutonium 239 et 241 par des ions d'16O et remarqua qu'il pourrait avoir produit l'élément 102, qu'il nomma joliotium. Néanmoins, les données étaient insuffisantes pour conclure à une découverte,. En 1958, le Laboratoire national Lawrence-Berkeley annonça à son tour la découverte de l'isotope 254102 et souhaita conserver le nom nobélium car il était répandu et euphonique. Le groupe moscovite, qui s'était déplacé à l'Institut unifié de recherches nucléaires à Doubna, révéla des erreurs dans la découverte de Berkeley et, en 1964, montra que l'isotope produit n'était pas le 254102. Entre 1963 et 1966, de nombreux isotopes de l'élément 102 furent découverts à Doubna et le groupe affirma sa préférence pour le nom joliotium,. En 1967, le groupe de Berkeley produisit l'isotope 253102 en utilisant la même méthode qu'à Stockholm, mais trouva une période radioactive différente de celle annoncée par Stockholm. Finalement, le TWG attribua la découverte définitive de l'élément 102 à l'équipe de Doubna à partir de deux signalements de 1966 jugés concluants,, mais l'Union internationale de chimie pure et appliquée (UICPA) choisit le nom nobélium.

### Élément 103
La découverte de l'élément 103 via l'isotope 257103 fut annoncée en 1958 par le Laboratoire national Lawrence-Berkeley, qui proposa le nom lawrencium pour cet élément. L'Institut unifié de recherches nucléaires (JINR) obtint l'élément 103 en 1965 et contesta en 1967 la découverte de Berkeley en montrant que les propriétés du 257103 ne correspondent pas à celles annoncées par Berkeley. L'Institut choisit d'appeler cet élément rutherfordium. En réponse, le Laboratoire national Lawrence-Berkeley modifia son annonce et conclut à la découverte de 258103 ou 259103. Le nom lawrencium fut approuvé par l'UICPA en 1971. Après réanalyse, le Transfermium Working Group (TWG) considéra en 1992 que l'annonce du JINR de 1965 était plus précise que la première du groupe de Berkeley, mais non concluante ; les doutes concernant l'élément 103 furent levés en 1971 par le groupe de Berkeley, qui confirma les travaux des deux groupes, justifiant le partage de la découverte entre Berkeley et Doubna. Le nom lawrencium fut conservé en raison de son usage plus courant,.

### Élément 104
En 1964, le groupe de Doubna annonça la découverte de l'élément 104 et publia des articles en 1969 et 1970 étayant la découverte du 259104. Le groupe de Doubna proposa ainsi le nom kourchatovium pour cet élément. Cette découverte fut contestée par le groupe de Berkeley, déclarant qu'elle reposait sur une mauvaise interprétation des données expérimentales, et annonça également, à la suite d'expériences s'étalant sur les années 1969-1970, la découverte de l'élément 104 (isotopes 257104, 259104 et 261104), qu'il nomma rutherfordium. L'UICPA adopta temporairement une dénomination systématique et nomma l'élément 104 unnilquadium (Unq). En 1993, l'UICPA et l'Union internationale de physique pure et appliquée (UIPPA) partagèrent la découverte de l'élément 104 entre les deux groupes,, ayant considéré que, même si les périodes radioactives déterminées par Doubna étaient erronées, le groupe a été capable de détecter l'activité de fission de l'élément. En 1994, l'UICPA nomma l'élément 104 dubnium d'après le groupe de Doubna mais l'American Chemical Society décida, en 1995, de conserver le nom rutherfordium pour ses publications. Finalement, l'UICPA revint sur sa décision en 1997, et nomma l'élément 104 rutherfordium,, le nom dubnium ayant été attribué à l'élément 105.

### Élément 105

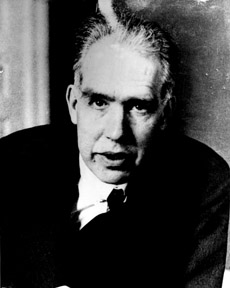
Niels Bohr, éponyme du nielsbohrium, en 1945.

En avril 1970, le Laboratoire national Lawrence-Berkeley annonça la découverte de l'élément 105 et suggéra le nom hahnium. En juin de la même année, le groupe de Doubna annonça également la découverte de cet élément et proposa le nom nielsbohrium. Les deux dénominations furent ainsi utilisées dans la littérature scientifique. Le TWG attribua la découverte de l'élément aux deux groupes, leurs travaux se complétant et les deux ayant synthétisé l'élément. Dans ses recommandations de 1994, l'UICPA ne retint aucun des deux noms proposés et nomma l'élément 105 joliotium puis dubnium dans ses recommandations de 1997,,.

### Élément 106

Glenn Theodore Seaborg, éponyme du seaborgium, en 1951.

La découverte de l'élément 106 fut annoncée par le Laboratoire national Lawrence-Berkeley et l'Institut unifié de recherches nucléaires (Doubna) en 1974. Dans le but de ne pas répéter les controverses concernant les éléments 104 et 105, les deux groupes s'entendirent pour ne pas proposer de noms tant que les expériences ne seraient pas confirmées et, dans le cas où les deux expériences seraient confirmées, de choisir le nom par les deux laboratoires conjointement. La tension due à la guerre froide et le fait que les annonces pour les deux éléments précédents ont été controversées impliquèrent l'engagement de la réputation des deux laboratoires. L'annonce du groupe de Doubna fut finalement invalidée en 1984 par un autre groupe de cet institut, concluant que l'activité de fission spontanée détectée à la base de l'annonce de découverte n'était pas issue de l'élément 106 mais de l'élément 104. Aucun nom ne fut proposé par le groupe de Berkeley jusqu'en mars 1994, lors d'une rencontre de l'American Chemical Society (ACS), le groupe ayant attendu une confirmation (qui a été publiée la même année). De nombreux noms ont été proposés, après la confirmation, au sein de l'équipe du Laboratoire national Lawrence-Berkeley à l'origine de la découverte de l'élément 106, comme l'edissonium (d'après Thomas Edison), le finlandium (d'après la Finlande, un membre de l'équipe en étant originaire), le sacharovium (d'après Andreï Sakharov) ou même à nouveau le joliotium, déjà proposé par l'Institut de l'énergie atomique pour l'élément 102, mais le nom annoncé à la rencontre de l'ACS fut le seaborgium, d'après Glenn Theodore Seaborg, membre de l'équipe. Ce dernier fut retenu après une suggestion humoristique de Malcolm Browne dans un appel après la confirmation de découverte à Albert Ghiorso, meneur de l'équipe de Berkeley, de nommer l'élément 106 ghiorsium, d'après son propre nom. Ce mot ghiorsium faisait allusion à une bouteille offerte par Seaborg à Ghiorso en 1957 et portant la mention « Un échantillon immatériel de 299Gr GHIORSIUM ». En retour, Ghiorso suggéra le nom seaborgium pour l'élément 106. Cependant, en août 1994, la Commission de nomenclature en chimie inorganique (CNIC) de l'UICPA, réunie à Balatonfüred pour préparer les recommandations sur les noms des éléments 101 à 109 de 1994, conclut que le nom d'un élément chimique ne peut être issu de celui d'une personne encore vivante, à cause de l'absence de « perspective historique ». Dans les recommandations de 1994 de l'UICPA, l'élément 106 fut donc nommé rutherfordium plutôt que seaborgium,,. Cette décision suscita de nombreuses critiques aux États-Unis ; Seaborg déclara ainsi que « ce serait la première fois dans l'histoire que les découvreurs reconnus et incontestés d'un élément se voient refuser le privilège de le nommer »,. Les membres de l'équipe de Berkeley firent également remarquer que l'einsteinium et le fermium avaient été nommés du vivant d'Albert Einstein et d'Enrico Fermi. Néanmoins, Einstein et Fermi moururent avant que le nom de ces éléments soit approuvé, et les découvreurs d'un élément ne disposent pas, depuis 1947, du droit d'attribution du nom de cet élément mais uniquement du droit de suggérer un nom à l'UICPA (ce dernier droit a été reconnu en 1990),,. Sous l'impulsion de l'ACS, le nom rutherfordium fut remplacé par seaborgium dans la liste de 1995 obtenue à Guildford. En fin de compte, après reconsidération par l'UICPA, le seaborgium fut approuvé pour l'élément 106 dans les recommandations de 1997, l'organisation ayant pris en compte l'avis de la communauté des chimistes sur les éléments appelés d'après des personnes vivantes.

### Élément 107
La découverte de l'élément 107 fut annoncée en 1976 par le groupe de Doubna, mais cette annonce ne fut pas jugée concluante prise seule par le TWG, qui attribua la découverte définitive à un signalement de 1981 du GSI (Darmstadt). Les équipes de Darmstadt et de Doubna reprirent conjointement le nom anciennement proposé par Gueorgui Fliorov de Doubna pour l'élément 105, nommant ainsi l'élément 107 nielsbohrium,, ce qui permettait de conserver le nom hahnium pour l'élément 105 et de reconnaître la contribution de Doubna dans la découverte des transfermiens (le groupe de Doubna est notamment à l'origine du développement des réactions de fusion-évaporation sous l'impulsion d'Iouri Oganessian, développement qui permit la synthèse des éléments 107, 108 et 109,). Ce nom fut néanmoins considéré comme trop long et sans précédent (composé du prénom et du nom d'un scientifique) dans les recommandations de 1994 et 1997 de l'UICPA, qui le raccourcit en bohrium,.

### Élément 108
Les premières tentatives de synthèse de l'élément 108 furent menées en 1978 par le JINR par bombardement de radium 226 avec du calcium 48 et de plomb 207 et 208 avec du fer 58, mais restèrent non concluantes. En 1983, le JINR reprit des expériences de synthèse de l'élément 108 aboutissant à la production de ce dernier (264108) à partir de la méthode déjà éprouvée en 1978 de bombardement d'une cible de plomb 207 et 208 par du fer 58 (la découverte fut confirmée en 1984). En 1984, le GSI produisit également l'élément 108 (265108) en bombardant du plomb 208 par du fer 58. Le TWG attribua la découverte au signalement de 1984 du GSI, jugé plus précis bien que convergeant vers le signalement du JINR de 1983. Par conséquent, le GSI suggéra le nom hassium d'après la Hesse, un Land allemand où est localisé le centre de recherche. L'UICPA refusa le nom dans ses recommandations de 1994, préférant hahnium d'après Otto Hahn,. Le GSI s'opposa à cette décision, accompagné par l'American Chemical Society qui adopta hassium pour l'élément 108 dans sa nomenclature de 1994. En définitive, l'UICPA revint sur sa décision et adopta le nom hassium dans ses recommandations de 1997,.

### Élément 109
L'élément 109 fut synthétisé pour la première fois en 1982 au GSI. Cependant, pour éviter une nouvelle controverse, le groupe de Darmstadt ne proposa pas de nom jusqu'à validation de la découverte par le TWG en 1992. Le GSI proposa alors le nom meitnérium, d'après Lise Meitner, après la validation, en septembre de la même année. Ce nom fut retenu par l'UICPA dans ses recommandations de 1994 et 1997.

## Tableau
Le tableau ci-dessous présente les éléments concernés par la controverse et leurs noms proposés. Les groupes sont les différents instituts ayant proclamé la découverte de l'élément. Le symbole associé à un nom est placé entre parenthèses. La dénomination systématique est la première mise en place en 1978 par l'UICPA. Les noms et symboles retenus sont les recommandations de l'UICPA de 1994 et 1997 et les noms retenus en 1995 à Guildford. Les noms utilisés par l'ACS sont ceux approuvés en novembre 1994 pour ses publications. La liste du GSI et du JINR est celle obtenue par compromis entre les deux groupes en 1992.
| Num. atom. | Groupe | Nom proposé   | Éponyme                 | Dénomination systématique (1978) | Attribution de la découverte par le TWG (1992) | Liste du GSI et du JINR (1992) | Nom et symbole retenu en 1994 | Nom et symbole utilisé par l'ACS (1994) | Nom et symbole retenu en 1995 | Nom et symbole retenu en 1997 |
| ---------- | ------ | ------------- | ----------------------- | -------------------------------- | ---------------------------------------------- | ------------------------------ | ----------------------------- | --------------------------------------- | ----------------------------- | ----------------------------- |
| 101        | LBNL   | mendélévium   | Dmitri Mendeleïev       | unnilunium (Unu)                 | LBNL                                           |                                | mendélévium (Md)              |                                         | mendélévium (Md)              | mendélévium (Md)              |
| 102        | INS    | nobélium      | Alfred Nobel            | unnilbium (Unb)                  | JINR                                           | joliotium (Jt)                 | nobélium (No)                 |                                         | flérovium (Fl)                | nobélium (No)                 |
| 102        | LBNL   | nobélium      | Alfred Nobel            | unnilbium (Unb)                  | JINR                                           | joliotium (Jt)                 | nobélium (No)                 |                                         | flérovium (Fl)                | nobélium (No)                 |
| 102        | JINR   | joliotium     | Irène Joliot-Curie      | unnilbium (Unb)                  | JINR                                           | joliotium (Jt)                 | nobélium (No)                 |                                         | flérovium (Fl)                | nobélium (No)                 |
| 103        | LBNL   | lawrencium    | Ernest Orlando Lawrence | unniltrium (Unt)                 | LBNL/JINR                                      | lawrencium (Lr)                | lawrencium (Lr)               |                                         | lawrencium (Lr)               | lawrencium (Lr)               |
| 103        | JINR   | rutherfordium | Ernest Rutherford       | unniltrium (Unt)                 | LBNL/JINR                                      | lawrencium (Lr)                | lawrencium (Lr)               |                                         | lawrencium (Lr)               | lawrencium (Lr)               |
| 104        | JINR   | kourchatovium | Igor Kourtchatov        | unnilquadium (Unq)               | LBNL/JINR                                      | meitnérium (Mt)                | dubnium (Db)                  | rutherfordium (Rf)                      | dubnium (Db)                  | rutherfordium (Rf)            |
| 104        | LBNL   | rutherfordium | Ernest Rutherford       | unnilquadium (Unq)               | LBNL/JINR                                      | meitnérium (Mt)                | dubnium (Db)                  | rutherfordium (Rf)                      | dubnium (Db)                  | rutherfordium (Rf)            |
| 105        | LBNL   | nielsbohrium  | Niels Bohr              | unnilpentium (Unp)               | LBNL/JINR                                      | kourchatovium (Ku)             | joliotium (Jl)                | hahnium (Ha)                            | joliotium (Jl)                | dubnium (Db)                  |
| 105        | JINR   | hahnium       | Otto Hahn               | unnilpentium (Unp)               | LBNL/JINR                                      | kourchatovium (Ku)             | joliotium (Jl)                | hahnium (Ha)                            | joliotium (Jl)                | dubnium (Db)                  |
| 106        | LBNL   | seaborgium    | Glenn Theodore Seaborg  | unnilhexium (Unh)                | LBNL/LLNL                                      | rutherfordium (Rf)             | rutherfordium (Rf)            | seaborgium (Sg)                         | seaborgium (Sg)               | seaborgium (Sg)               |
| 107        | GSI    | nielsbohrium  | Niels Bohr              | unnilseptium (Uns)               | GSI/JINR                                       | nielsbohrium (Ns)              | bohrium (Bh)                  | nielsbohrium (Ns)                       | nielsbohrium (Ns)             | bohrium (Bh)                  |
| 108        | GSI    | hassium       | Hesse                   | unniloctium (Uno)                | GSI                                            | hassium (Hs)                   | hahnium (Hn)                  | hassium (Hs)                            | hahnium (Ha)                  | hassium (Hs)                  |
| 109        | GSI    | meitnérium    | Lise Meitner            | unnilennium (Une)                | GSI                                            | hahnium (Ha)                   | meitnérium (Mt)               | meitnérium (Mt)                         | meitnérium (Mt)               | meitnérium (Mt)               |

1. 1 2 3 4  Abréviations : 
  - Num. atom. : Numéro atomique ;
  - ACS : American Chemical Society ;
  - GSI : Centre de recherche sur les ions lourds ;
  - INS : Institut Nobel de physique de Stockholm ;
  - JINR : Institut unifié de recherches nucléaires ;
  - LBNL : Laboratoire national Lawrence-Berkeley ;
  - LLNL : Laboratoire national de Lawrence Livermore ;
  - TWG : Transfermium Working Group.
2. 1 2 3  Nom de l'élément déjà approuvé par l'UICPA lors de la mise en place de la dénomination systématique. Le nom systématique est donc une « alternative mineure »[9].
3. ↑  Le joliotium (Jo) proposé pour l'élément 102 n'a pas le même éponyme que le joliotium (Jl) proposé plus tard pour l'élément 105 : l'éponyme du joliotium de l'élément 105 est Frédéric Joliot-Curie[50].

## Conséquences
Après la controverse, l'UICPA et l'UIPPA mirent en place en 1998 le Joint Working Party (en), dont l'objectif était de statuer sur toutes les découvertes des éléments suivant le meitnérium (élément 109) dans la classification périodique, remplaçant ainsi le rôle du TWG,,,.
En 2002, l'UICPA réaffirma le principe de 1947 qui confère aux découvreurs d'un élément le droit de suggérer un nom, l'organisation ayant le dernier mot,.